# Daniel Antonioli
Daniel Antonioli (Tirano, 27 ottobre 1982) è un triatleta italiano, compete nel winter triathlon e duathlon.
È un atleta della nazionale italiana di winter triathlon e duathlon.

## Palmarès

### Winter Triathlon
Campionati mondiali 
- 7 medaglie:
  - 1 oro
  - 3 argenti
  - 3 bronzi

 Campionati europei 
- 6 Medaglie
  - 0 oro
  - 2 argenti
  - 4 bronzo

 Campionati italiani 
- 16 medaglie:
  - 11 ori
  - 2 argenti
  - 3 bronzi

### Duathlon
Campionati italiani 
- 4 medaglie:
  - 1 oro
  - 1 argento
  - 2 bronzi